# 隨城府夫人
隨城府夫人金氏（韓語：수성부부인 김씨，？—？），本貫光山金氏，是朝鮮王朝第三代國王太宗與元敬王后閔氏嫡長子——讓寧大君李禔的正室。

## 生平
金氏是金漢老（韓語：김한로 (1367년)）與善慶宅主全氏之女兒。在太宗七年（1407年）與世子李禔成親，受冊為世子嬪，稱淑嬪（韓語：숙빈）。
太宗十八年（1418年）李禔被廢黜世子之位，金氏也被降為三韓國大夫人（韓語：삼한 국대부인）。到世宗十四年時才改稱隨城府夫人。

## 家庭
金氏與讓寧大君李禔育有3子4女，包括：
- 順成君 僖安公 李𧪚（韓語：순성군 희안공 이개）
- 咸陽君 夷安公 李𧦞（韓語：함양군 이안공 이포）
- 瑞山君 李譓（朝鲜语：서산군 (왕손)）
- 全義郡主（韓語：영천군주）
- 縣主
- 永平縣主（韓語：영평현주）
- 縣主